# The Land Before Time
The Land Before Time (En busca del valle encantado en España y La tierra antes del tiempo o Pie Pequeño: En Busca del Valle Encantado en Hispanoamérica) es una película estadounidense de animación estrenada en Estados Unidos el 18 de noviembre de 1988, dirigida por Don Bluth, producida por Universal Studios, Amblin Entertainment y Lucasfilm, contando con Steven Spielberg, George Lucas, Kathleen Kennedy y Frank Marshall como productores ejecutivos. Es destacable la banda sonora compuesta por James Horner (quien ya había trabajado previamente con Bluth en la musicalización de An American Tail), así como la interpretación del tema "If We Hold On Together", tema final de la película, por Diana Ross.
El éxito de la película generó toda una serie homónima de películas de animación, de la cual ésta es la única película que no es un musical.

## Argumento
Está historia se ambienta mucho tiempo atrás, millones de años antes de la existencia de los humanos, en nuestra misma Tierra, en el tiempo de los dinosaurios (en un posible período ficticio, debido a que distintas especies de distintos periodos coexisten en el mismo tiempo y entorno). Se presentó una enorme escasez de hojas, y manadas enteras de herbívoros se veían forzadas a realizar un agotador viaje hasta el legendario Gran Valle, un enorme y hermoso paraíso lleno de mucha vida  que ha resistido esta escasez, en donde hay un montón de comida (distintos tipos de plantas) y agua; además de ser un refugio seguro de los depredadores, en otras palabras, es el lugar perfecto para vivir. Sin embargo, existe una ley establecida entre todos los dinosaurios existentes: cada dinosaurio solo trata con uno u otros de su misma especie (los cuales, en la película, son descritos por sus respectivas características físicas), nunca con uno de una especie diferente. 
La trama gira en torno a Piecito (o Pie Pequeño), un pequeño Apatosaurus (conocido en la película como cuello-largo): el cual es la única (y última) cría de su manada, conformada únicamente por su madre, abuela y abuelo. Durante el trayecto del viaje y en sus primeros momentos de vida, la madre de Piecito comienza a enseñarle distintas lecciones a su hijo: como el valor que poseen las hojas estrellas, o la importancia de nunca perder la fe y la esperanza, por muy complicadas que lleguen a ser las cosas. 
Un día, Piecito decide alejarse de su familia para explorar los alrededores y seguir a un saltarín (Triadobatrachus). Mientras se divertía, Piecito se encuentra con Cera, una pequeña tres-cuernos (Triceratops) con la que tuvo un conflicto en su primer encuentro debido a que ella no se lleva bien con los cuello-largos. De pronto, los dos pequeños dinosaurios son perseguidos por Diente-Agudo (o Diente-Filoso, un Tyrannosaurus rex), quien intenta comérselos. La madre de Piecito, alertada por los gritos de este, aparece para intervenir desencadenando un fiero combate contra el depredador, quien le muerde fuertemente el cuello y la espalda. Piecito, su madre y Cera logran escapar, pero casi antes de terminar la pelea, un fuerte terremoto («la gran sacudida») divide la Tierra. Diente-Agudo cae al abismo mientras que algunos dinosaurios mueren también por la caída del abismo y otros por el impacto del terremoto, además de que manadas enteras quedan separadas por ambos lados, incluso Piecito se separó de sus abuelos y Sera de sus padres. Piecito encuentra a su madre moribunda (probablemente por las heridas causadas por mordidas de Diente-Agudo o por el impacto causado por el terremoto), quien en sus últimos momentos de vida le da indicaciones de como llegar al Gran Valle, siguiendo el círculo brillante (el sol), más allá de la roca que tiene la forma de un cuello-largo. También ella le pide que sin importar lo que pase, por nada de este mundo, él nunca debía rendirse y que ella siempre lo va acompañar.
Piecito queda devastado y confundido tras perder al ser más querido de su vida, y ahora se hallaba solo en medio de un peligroso mundo prehistórico sin la protección ni compañía de nadie. Mientras vagaba se encuentra con un viejo dinosaurio desconocido llamado Hocicos (posiblemente un Scolosaurus), quien lo consuela explicándole que nadie tuvo la culpa de esta tragedia ya que el ciclo de la vida solamente hace lo que debe hacer, y nadie tiene poder para cambiarlo. Hocicos, antes de continuar por su propio rumbo, también le dice que él y su madre jamás se van a separar (sobre todo si él recuerda las lecciones que ella le enseñó), además de que debe afrontar nuevos desafíos como el hambre. Piecito todavía se hallaba en medio de la depresión mientras seguía en su recorrido, hasta que encuentra una hoja estrella similar a una que su madre le había dado y escucha la voz de ella, pidiéndole que siga el camino que le indicó hasta el Gran Valle y que no se rinda. Piecito eventualmente recapacita, y entiende que, aunque estaba solo en medio de un lugar peligroso y no sabía como llegar hasta el Gran Valle, lo importante era mantener su rumbo hacia allá y encontrar a sus abuelos. Piecito se reencuentra con Sera, quien decidió atravesar el interior del abismo para hallar una forma de encontrar el camino hacia el otro lado para buscar a su familia, y no estaba dispuesta a aceptar la ayuda de un dinosaurio que no fuese un tres-cuernos. Sin embargo, Piecito conoce a una pequeña y tierna bocazas (Saurolophus) llamada Ducky (Patito) y a un volador (reptil volador Pterosaurio) que irónicamente no sabe volar, llamado Petrie (pronúnciese «Petri»). Ellos también se habían separado de sus respectivas familias a causa del terremoto, y se hallaban tristes y desesperados. Al ver que ninguno se mostraba hostil con él ni entre ellos pese a sus respectivas diferencias físicas, Piecito los invita a que lo acompañen hasta el Gran Valle, alegando que tal vez ellos tendrían suerte también de encontrarse allá con sus respectivas familias, y Patito y Petrie aceptan encantados. En tanto Sera, quien todavía se hallaba en el interior del abismo, encuentra el cuerpo de Diente-Agudo y comienza a jugar con él, hasta que descubre que solamente se hallaba inconsciente; pero logra escapar antes de ser atrapada por el depredador. Mientras huía, Sera se encuentra con Piecito y los otros, a quienes advierte de la amenaza del Tyrannosaurus, aunque de una manera exagerada alegando que ella valientemente "enfrentó" al monstruo. Mientras Petrie y Patito le creían todo lo que ella relataba, Piecito estaba convencido de que Diente-Agudo no podía haber sobrevivido a la caída. En una de sus actuaciones, Sera lanza accidentalmente a Patito hasta un nido abandonado. Allí descubre un huevo del que sale un cola-de-púas (Stegosaurus) mudo muy comelón y dormilón al que llama Spike (Púas) y lo invita a unirse al grupo.
Y así, se formó una extraña manada conformada por cinco pequeños dinosaurios de cinco diferentes especies, quienes decidieron hacer un lado sus respectivas diferencias e ignorar las normas establecidas por sus respectivos protectores para unirse con el fin de cumplir el mismo objetivo: reencontrarse con sus familias en el Gran Valle; enfrentando un complicado viaje lleno de los más temibles depredadores e innumerables desafíos, descubriendo nuevas lecciones de vida y la importancia de trabajar todos juntos en equipo.
Luego, siguieron un pequeño arroyo (sabiendo que donde había agua tenía que haber comida) y encontraron un montón de árboles, a lo cual Sera alega, alzando la voz, que ella logró encontrar el Gran Valle. Pero los gritos de Sera desencadenaron un terremoto, el cual resultaba ser una manada de otros cuellos-largos (Diplodocus) que bajaron y se comieron las hojas que había en esos árboles, revelando que no era el Gran Valle. Aun así, el grupo decidió bajar a buscar si habría algo de sobras y por suerte encontraron un árbol mediano con hojas restantes; por lo que el grupo se unió para bajar las hojas del árbol (menos Sera, quien todavía mantenía su orgullo independiente). Aun así, esa misma noche, los satisfechos dinosaurios, incluida Sera, durmieron todos juntos al lado de Piecito en una huella gigante para protegerse del frío.
Al día siguiente, Sera, al percatarse de la presencia de Diente-Agudo, trató de alertar a los otros. Nadie le hizo caso, pero cuando el carnívoro estuvo a punto de atacarlos, el grupo (quien dejó atrás la hoja estrella de la madre de Piecito) consiguió escapar con vida, atravesando un pequeño agujero en medio de un muro de rocas. Sera inmediatamente, no solo le restriega en la cara Piecito que ella tenía razón acerca de que Diente-Agudo seguía con vida, sino también apunta que sus acciones fueron las que pusieron al grupo en peligro. En ese mismo momento, descubren la roca en forma de cuello-largo, indicando que se están acercando cada vez más al Gran Valle. Sin embargo, al subir por la montaña rocosa y llegar a la cima, descubren que solamente hay tierra árida al otro lado. Sera se muestra mucho más terca que nunca y decide marcharse por el que según ella es el camino más fácil, y cuando Piecito le explica que ese no era el camino correcto, Sera comienza a mofarse de él y de su madre, lo que desencadena una violenta pelea entre el cuello-largo y la tres-cuernos. Al final, Piecito, harto de la actitud de Sera, permite que ella se vaya en la dirección equivocada. Pero Piecito se marcha todavía más enfadado al ver que el resto del grupo decide abandonarlo para seguir a Sera. Aunque Sera permitió que el resto del grupo la acompañara, a ella solamente le importaba llegar lo más rápido posible al Gran Valle y reunirse con los suyos. Tanto así, que Sera no se atrevió a dar vuelta cuando puso al resto del grupo en peligro. Patito y Púas se quedaron atrapados en un río de lava y Petrie en un pozo de brea. Piecito escucha los gritos de sus amigos y llega justo a tiempo para rescatarlos. En tanto, Sera es atacada por unos pachycephalosaurus hasta que aparece un extraño monstruo lleno de brea que ahuyenta a los hostiles herbívoros. Sera, llena de horror, grita pidiendo ayuda cuando el monstruo la atrapa por la cola, hasta que el monstruo revela ser en realidad el resto del grupo. Mientras éstos se reían tras oír sus gritos, Sera se hallaba en el fondo avergonzada por sus actitudes y por tener que reconocer que ella estaba equivocada por el camino que tomó y asustada por estar en peligro sin contar con la ayuda de sus amigos, por lo que decide abandonar al grupo con una gran tristeza en su corazón.
Mientras atravesaban un pequeño pero profundo lago, el grupo ubica a larga distancia y ocultos a Diente-Agudo, quien se hallaba escalando un pequeño monte. Piecito, harto de tener que estar todavía huyendo de él en cada encuentro que tienen, apunta que ha llegado la hora de que ellos se libren de su enemigo de una vez por todas; por lo que desarrolla un plan para atraerlo hasta el agua profunda, sabiendo que él no podría nadar con sus brazitos cortos. El plan inicia con Patito, quien serviría de carnada y logra atraer a Diente-Agudo hasta el lago, a lo que Petrie da la señal para que Piecito y Púas comenzaran a empujar con todas sus fuerzas una enorme roca para que cayera encima del carnívoro hambriento. Mientras Petrie luchaba contra Diente-Agudo para salvar a Patito, este finalmente lograría aprender a volar con ayuda involuntaria por parte del mismo T-Rex. Cuando el plan parecía que iba a fallar luego de que Diente-Agudo lograra alcanzarlos hasta la cima, una redimida Cera llega en ese momento para ayudar y todos empujan con todas sus fuerzas la roca, mandando a Diente-Agudo a su tan temido final; no sin que antes este último lograra atrapar a Petrie y se lo llevara consigo. Todo el grupo se deprime, en especial Patito, pensando que Petrie había muerto también, pero Petrie emerge de la superficie y llega hasta la cima para alcanzar a los otros, revelando que había sobrevivido y estaba bien.
Piecito se separa del resto del grupo y se encuentra con el espíritu de su madre, a quien le explica que hizo todo lo mejor que pudo para obedecer a sus palabras pero que el camino se estaba poniendo más difícil, aceptando la derrota de que nunca encontraría el Gran Valle. El espíritu de la madre de Piecito comienza a marcharse, y este la sigue, atravesando una cueva. Al salir por el otro lado de la cueva y hallarse en un entorno oscuro, el espíritu de la madre de Piecito ilumina todo el entorno, revelándole que se trataba realmente del Gran Valle. Piecito, asombrado por su descubrimiento, llama a sus amigos y todos (incluyendo a Cera) le dieron el crédito por haber logrado encontrar el Gran Valle; pero Piecito afirma que fueron todos ellos juntos quienes lo lograron. Al llegar y experimentar las maravillas y encantos que les habían relatado acerca del Gran Valle, todos ellos también lograron reunirse con sus respectivas familias: Patito volvió al lado de sus padres y hermanas, quienes decidieron adoptar a Púas a pesar de no ser de su misma especie; Petrie puso muy orgullosa a su madre y hermanos al revelarles que finalmente aprendió a volar; Cera tuvo un feliz reencuentro con su padre en medio de una manada de tres-cuernos; y finalmente Piecito logró encontrar a su abuelo y abuela, quienes ahora lo criarían bajo su cuidado.
La escena final muestra al grupo reuniéndose en un monte para jugar en donde se abrazan. Esto dejaría en claro que aunque su viaje había concluido, su amistad sería eterna dando por olvidada la norma de no-aceptación entre especies eternamente. La historia de estos cinco dinosaurios y la moraleja que había transmitido pasaría en los recuerdos de las siguientes generaciones.

## Reparto y doblaje

### Inglés
| Personaje                        | Actor          |
| -------------------------------- | -------------- |
| Piecito/Pie Pequeño              | Gabriel Damon  |
| Cera                             | Candace Hutson |
| Patito                           | Judith Barsi   |
| Petrie                           | Will Ryan      |
| Madre de Piecito                 | Helen Shaver   |
| Señor Trescuernos, padre de Cera | Burke Byrnes   |
| Abuelo de Piecito                | Bill Erwin     |
| Púas                             | Frank Welker   |
| Hocicos                          | Pat Hingle     |
| Narrador                         | Pat Hingle     |

### Español Latinoamericano
Doblaje grabado en el estudio Intersound, Inc. (Hollywood, California, EE. UU.)
| Personaje                        | Actor                  |
| -------------------------------- | ---------------------- |
| Piecito/Pie Pequeño              | Rigoberto Jiménez      |
| Cera                             | Wendy Elizabeth Torres |
| Patito                           | Laura Bustamante       |
| Petrie                           | Javier Pontón          |
| Madre de Piecito                 | Guadalupe Romero       |
| Señor Trescuernos, padre de Cera | Rubén Trujillo         |
| Abuelo de Piecito                | Guillermo Romano       |
| Púas                             | N/D                    |
| Hocicos                          | Willy Brand            |
| Narrador                         | Alejandro Abdalah      |
| Estudio de Doblaje               | Intersound             |

## Especies de dinosaurios que aparecen durante la película
- Apatosaurus: Piecito, su madre y sus abuelos.
- Triceratops: Cera y su familia.
- Stegosaurus: Púas.
- Saurolophus: Patito, su madre y hermanos.
- Pterosaurio: Petrie, su madre y hermanos.
- Tyrannosaurus Rex: El Diente Agudo.
- Pachycephalosaurus
- Dimetrodon
- Struthiomimus
- Liopleurodon

Cabe señalar que la película tiene una inexactitud relacionada al periodo geológico de la Tierra en el que se desarrolla la trama, ya que, por ejemplo, especies como el Apatosaurus o el Stegosaurus y el Tyrannosaurus Rex no coexistieron durante el mismo, siendo los primeros pertenecientes al periodo Jurásico y el segundo al Cretácico o la aparición del Dimetrodon del período Pérmico Inferior.
Otro dato resaltable es el hecho de que el tiranosaurio de esta película, responde al nombre de "Diente Agudo", mientras que en las secuelas directas a formato doméstico, los personajes llaman "Diente Agudo", "Dentiagudo",  "Diente Afilado" o "Filoso" a prácticamente cualquier animal depredador.

## Estrenos y títulos en otros idiomas
| \| País \| Título \| Fecha de Estreno \| \| ----------------------- \| ---------------------------------------------- \| ------------------------ \| \| Estados Unidos \| The Land Before Time \| 18 de noviembre de 1988 \| \| Canada \| Petit-Pied le Dinosaure \| 18 de noviembre de 1988 \| \| México e Hispanoamérica \| La Tierra Antes Del Tiempo \| 7 de enero de 1989 \| \| Japón \| リトルフット \| 18 de marzo de 1989 \| \| España \| En Busca Del Valle Encantado \| 7 de junio de 1989 \| \| Colombia \| La Tierra Antes Del Tiempo \| 21 de junio de 1989 \| \| Francia \| Le Petit Dinosaure et la Vallée des merveilles \| 21 de junio de 1989 \| \| Alemania Occidental \| In einem Land vor unserer Zeit \| 22 de junio de 1989 \| \| Uruguay \| Pie Pequeño en Busca del Valle Encantado \| 8 de julio de 1989 \| \| Polonia \| Pradawny ląd \| 20 de julio de 1989 \| \| Brasil \| Em Busca do Vale Encantado \| 20 de julio de 1989 \| \| Reino Unido \| The Land Before Time \| 28 de julio de 1989 \| \| Irlanda \| The Land Before Time \| 28 de julio de 1989 \| \| Portugal \| Em Busca do Vale Encantado \| 28 de julio de 1989 \| \| Australia \| The Land Before Time \| 21 de septiembre de 1989 \| \| Dinamarca \| Landet para længe siden \| 13 de octubre de 1989 \| \| Hungría \| Őslények országa \| 20 de noviembre de 1989 \| \| Finlandia \| Maa aikojen alussa \| 8 de diciembre de 1989 \| \| Argentina \| Pie Pequeño en Busca del Valle Encantado \| 14 de diciembre de 1989 \| \| Suecia \| Landet för längesedan \| 15 de diciembre de 1989 \| \| Corea del Sur \| 시간 이전의 땅 \| 22 de diciembre de 1989 \| \| Italia \| Alla ricerca della valle incantata \| 24 de diciembre de 1989 \| \| Perú \| Pie Pequeño en Busca del Valle Encantado \| 25 de diciembre de 1989 \| \| Países Bajos \| Platvoet en zijn vriendjes \| 14 de marzo de 2011 \| |                                                |                          |
| País | Título                                         | Fecha de Estreno         |
| Estados Unidos | The Land Before Time                           | 18 de noviembre de 1988  |
| Canada | Petit-Pied le Dinosaure                        | 18 de noviembre de 1988  |
| México e Hispanoamérica | La Tierra Antes Del Tiempo                     | 7 de enero de 1989       |
| Japón | リトルフット                                   | 18 de marzo de 1989      |
| España | En Busca Del Valle Encantado                   | 7 de junio de 1989       |
| Colombia | La Tierra Antes Del Tiempo                     | 21 de junio de 1989      |
| Francia | Le Petit Dinosaure et la Vallée des merveilles | 21 de junio de 1989      |
| Alemania Occidental | In einem Land vor unserer Zeit                 | 22 de junio de 1989      |
| Uruguay | Pie Pequeño en Busca del Valle Encantado       | 8 de julio de 1989       |
| Polonia | Pradawny ląd                                   | 20 de julio de 1989      |
| Brasil | Em Busca do Vale Encantado                     | 20 de julio de 1989      |
| Reino Unido | The Land Before Time                           | 28 de julio de 1989      |
| Irlanda | The Land Before Time                           | 28 de julio de 1989      |
| Portugal | Em Busca do Vale Encantado                     | 28 de julio de 1989      |
| Australia | The Land Before Time                           | 21 de septiembre de 1989 |
| Dinamarca | Landet para længe siden                        | 13 de octubre de 1989    |
| Hungría | Őslények országa                               | 20 de noviembre de 1989  |
| Finlandia | Maa aikojen alussa                             | 8 de diciembre de 1989   |
| Argentina | Pie Pequeño en Busca del Valle Encantado       | 14 de diciembre de 1989  |
| Suecia | Landet för längesedan                          | 15 de diciembre de 1989  |
| Corea del Sur | 시간 이전의 땅                                 | 22 de diciembre de 1989  |
| Italia | Alla ricerca della valle incantata             | 24 de diciembre de 1989  |
| Perú | Pie Pequeño en Busca del Valle Encantado       | 25 de diciembre de 1989  |
| Países Bajos | Platvoet en zijn vriendjes                     | 14 de marzo de 2011      |

## Recepción y críticas
The Land Before Time recaudó cerca de $ 7.5 millones durante su lanzamiento en Estados Unidos (un poco más que la anterior película de Don Bluth, An American Tail ), situándose en el primer lugar durante su semana de estreno. Con una recaudación de $ 48 millones en la taquilla de los EE. UU. y más de $ 84 millones en todo el mundo, fue un éxito de taquilla. Esta película se estrenó en la misma fecha que la película de Disney Oliver & Company, a la cual superó considerablemente en recaudación internacional, mas no a nivel nacional (Estados Unidos).
Según el sitio Rotten Tomatoes, la película goza de una aprobación de 70%, basada en 30 críticas, mientras que Metacritic le da una calificación de 66, basada en 15 críticas, siendo en su mayoría favorables. Por otro lado, IMDb le da una puntuación de 7.4/10, de un total de 69,368 críticas.
Algunas reseñas comparan el estilo de la película al de las películas de Walt Disney de los años 40-50 (recordando que Don Bluth alguna vez fue un animador de dicha compañía). Sobre esto mismo, la Motion Picture Guide 1989 Annual menciona el parentesco con la película de Walt Disney Bambi, como una versión prehistórica de la misma.

## Secuelas
- En busca del valle encantado 2: Aventuras en el gran valle
- En busca del valle encantado 3: La fuente de la vida
- En busca del valle encantado 4: Viaje a la tierra de las brumas
- En busca del valle encantado 5: La isla misteriosa
- En busca del valle encantado 6: El secreto de la roca del saurio
- En busca del valle encantado 7: La misteriosa piedra de fuego
- En busca del valle encantado 8: La gran helada
- En busca del valle encantado 9: Travesía a los océanos
- En busca del valle encantado 10: El viaje de los cuellilargos
- En busca del valle encantado 11: La invasión de los diminusaurios
- En busca del valle encantado 12: El gran día de los voladores
- En busca del valle encantado 13: La sabiduría de los amigos
- En busca del valle encantado 14: Viaje de los valientes